# جوردي بابلو ريبوليس
خوردي بابلو ريبوليس (بالإسبانية: Jordi Pablo)‏ (مواليد 1 يناير 1990 في فيناروس - إسبانيا) لاعب كرة قدم إسباني يلعب حاليا لصالح نادي الدرجة الأولى مالقا الإسباني منذ 2009 في مركز الوسط المهاجم .

## روابط خارجية
- جوردي بابلو ريبوليس على موقع الاتحاد الدولي (مؤرشف)  (الإنجليزية)
- جوردي بابلو ريبوليس على موقع قاعدة بيانات كرة القدم.إي يو (الإنجليزية)
- جوردي بابلو ريبوليس على موقع Soccerway.com (الإنجليزية)
- جوردي بابلو ريبوليس على موقع AS.com (الإسبانية)